# Ali Fazal
Ali Fazal est un acteur indien, né le 15 octobre 1986 à Lucknow.
Il est notamment connu pour ses rôles dans 3 Idiots, Fast and Furious 7 et Confident royal (Victoria & Abdul).

## Biographie
Il est né à Lucknow au sein de la famille Fazal originaire d'Allahabad. Son père travaille dans une entreprise au Moyen-Orient quand ses parents se séparent alors qu'il est encore un enfant. Il grandit auprès de sa mère, dans la maison bourgeoise de ses grands-parents maternels, sise dans un village près du Gange. Ses parents obtiennent le divorce quand il a 18 ans.
Il fait ses études à l'école La Martinière de sa ville natale, puis à la Doon School de Dehradun. Il fait partie de l'équipe de basketball et espère représenter son pays dans des compétitions internationales de cette discipline sportive. En 2004, il subit une fracture de la main qui l'empêche dorénavant de jouer au basketball. Peu après, il est choisi pour le rôle de Trinculo dans une production locale de La Tempête de William Shakespeare, expérience qui développe chez lui une véritable passion pour le théâtre. Son cercle familial le pousse néanmoins à entreprendre des études d'ingénieur. Le jeune homme parvient à convaincre les siens de lui laisser faire des études en économie, à Mumbai, où il obtient son diplôme du St. Xavier's College (en), avant que le cinéma ne lui ouvre ses portes.
Après l'obtention d'un petit rôle dans The Other End of the Line de James Dodson en 2008, il connaît un gros succès pour son interprétation du rôle de Joy Lobo dans la comédie 3 Idiots (2009) de Rajkumar Hirani. Dès lors, sa carrière prend son envol, d'autant que son physique de sportif et son charme naturel font de lui un sex-symbol : en 2014, le Times of India le considère comme l'homme le plus séduisant de l'année. 
Hollywood fait appel à lui en 2015 pour Fast and Furious 7 de James Wan, puis, en 2017, pour Confident royal (Victoria & Abdul) de Stephen Frears, où il partage la vedette avec la star britannique Judi Dench.

## Filmographie

### Cinéma
- 2008 : The Other End of the Line (en) de James Dodson : Vij
- 2009 : Ek Tho Chance (en)[3] de Saeed Akhtar Mirza : Smridh
- 2009 : 3 Idiots de Rajkumar Hirani : Joy Lobo
- 2011 : Always Kabhi Kabhi de Roshan Abbas [4]: Sameer A.Khanna
- 2014 : Bobby Jasoos : Tasawur Sheikh
- 2014 : Sonali Cable (en) [5]: Raghu Pawar
- 2015 : Fast and Furious 7 de James Wan [6]: Safar
- 2015 : Khamoshiyan : Kabir (rôle principal)
- 2016 : Happy Bhag Jayegi : Guddu
- 2017 : Confident royal (Victoria & Abdul) de Stephen Frears : Mohammed Abdul Karim
- 2017 : Fukrey Returns : Zafar
- 2022 : Mort sur le Nil (Death on the Nile) de Kenneth Branagh
- 2023 : Kandahar de Ric Roman Waugh

### Télévision
- 2009 : Bollywood Hero (en) (mini-série en 3 épisodes)
- 2021 : Signé Satyajit Ray : d'Ipsit Rama Nair